# SHB Vientiane FC
El SHB Vientiane FC fue un equipo de fútbol de Laos que jugó en la Liga de Fútbol de Laos, la primera división de fútbol en el país.

## Historia
Fue fundado en el año 2008 en la ciudad de Champasak con el nombre Champasak FC hasta que el banco vietnamita Hanoi Commercial Joint Stock Bank (SHB) compró al club y pasó a llamarse SHB Champasak y posteriormente el club se muda a la capital Vientiane y pasa a llamarse SHB Vientiane.
En 2016 el club desaparece luego de regresar a la ciudad de Champasak y dar origen al CSC Champa FC.

## Palmarés
- Premier League: 1

2013
- Prime Minister's Cup: 1

2013

## Participación en competiciones internacionales
- Singapore Cup: 1 aparición

2014 - Primera ronda

## Clubes Afiliados
- SHB Đà Nẵng